# Șîroceanî, Apostolove
Șîroceanî (în ucraineană Широчани) este un sat în comuna Mîhailivka din raionul Apostolove, regiunea Dnipropetrovsk, Ucraina.

## Demografie
Componența lingvistică a localității Șîroceanî
     Ucraineană (92,29%)
     Rusă (7,51%)
Conform recensământului din 2001, majoritatea populației localității Șîroceanî era vorbitoare de ucraineană (92,29%), existând în minoritate și vorbitori de rusă (7,51%).